# Lừa Bourbonnais
Lừa Bourbonnais, (tiếng Pháp: Âne bourbonnais), là một giống lừa nhà có nguồn gốc từ khu vực Bourbonnais, tương ứng gần với khu vực hiện nay là Allier, vùng Auvergne-Rhône-Alpes thuộc miền trung nước Pháp. Loài này được công nhận bởi Ministère de l'Agriculture, Bộ Nông nghiệp Pháp, vào năm 2002. Cuốn sách về giống được lưu giữ bởi Hiệp hội de l'Ane Bourbonnais, một hiệp hội các nhà lai tạo.

## Lịch sử
Những ghi nhận về giống lừa Bourbonnais có từ năm 1862, khi đó giống lừa này có khoảng 6000 con, vào đầu thế kỷ XX thì tăng lên 7700. Trong những năm 1970 con số này đã giảm xuống còn khoảng 500, và khi Hiệp hội de l'Ane Bourbonnais được thành lập vào năm 1994, giống lừa này được xác định được chỉ còn 50 cá thể. Giống này được Bộ Nông nghiệp và Haras Nationaux công nhận vào tháng 10 năm 2002. Cuốn sách về giống cho giống được duy trì bởi hiệp hội, gần 200 cá thể lừa được đăng ký.

## Công dụng
Giống như Lừa Grand Noir du Berry, lừa Bourbonnais được sử dụng như một động vật để vận chuyển rau, than, sữa và những thứ tương tự, và cũng như một động vật kéo cày trong nông nghiệp và kéo xà lan trên các kênh rạch khu vực. Vào đầu thế kỷ XX, nó cũng được sử dụng để thu hút các hợp đồng biểu diễn để đưa du khách đến spa thời trang tại Vichy. Ngày nay nó được sử dụng làm động vật vận chuyển để đi bộ đường dài hoặc lái xe nhẹ.